# Алстед (Нью-Гемпшир)
Алстед (англ. Alstead) — місто (англ. town) в США, в окрузі Чешир штату Нью-Гемпшир. Населення — 1864 особи (2020).

## Демографія
Згідно з переписом 2010 року, у місті мешкало 1937 осіб у 809 домогосподарствах у складі 529 родин. Було 991 помешкання
Расовий склад населення:
| - 97,6 % — білих - 0,6 % — корінних американців - 0,3 % — азіатів - 0,1 % — чорних або афроамериканців |

До двох чи більше рас належало 1,4 %. Частка іспаномовних становила 0,8 % від усіх жителів.
За віковим діапазоном населення розподілялося таким чином: 21,2 % — особи молодші 18 років, 63,3 % — особи у віці 18—64 років, 15,5 % — особи у віці 65 років та старші. Медіана віку мешканця становила 44,5 року. На 100 осіб жіночої статі у місті припадало 98,1 чоловіків;  на 100 жінок у віці від 18 років та старших — 100,7 чоловіків також старших 18 років.
Середній дохід на одне домашнє господарство  становив 65 326 доларів США (медіана — 57 097), а середній дохід на одну сім'ю — 76 027 доларів (медіана — 74 286). Медіана доходів становила 48 750 доларів для чоловіків та 44 333 долари для жінок. За межею бідності перебувало 18,0 % осіб, у тому числі 27,3 % дітей у віці до 18 років та 7,5 % осіб у віці 65 років та старших.
Цивільне працевлаштоване населення становило 968 осіб. Основні галузі зайнятості: освіта, охорона здоров'я та соціальна допомога — 33,0 %, виробництво — 15,2 %, роздрібна торгівля — 8,7 %, науковці, спеціалісти, менеджери — 8,2 %.